# 瑟特阿斯宫

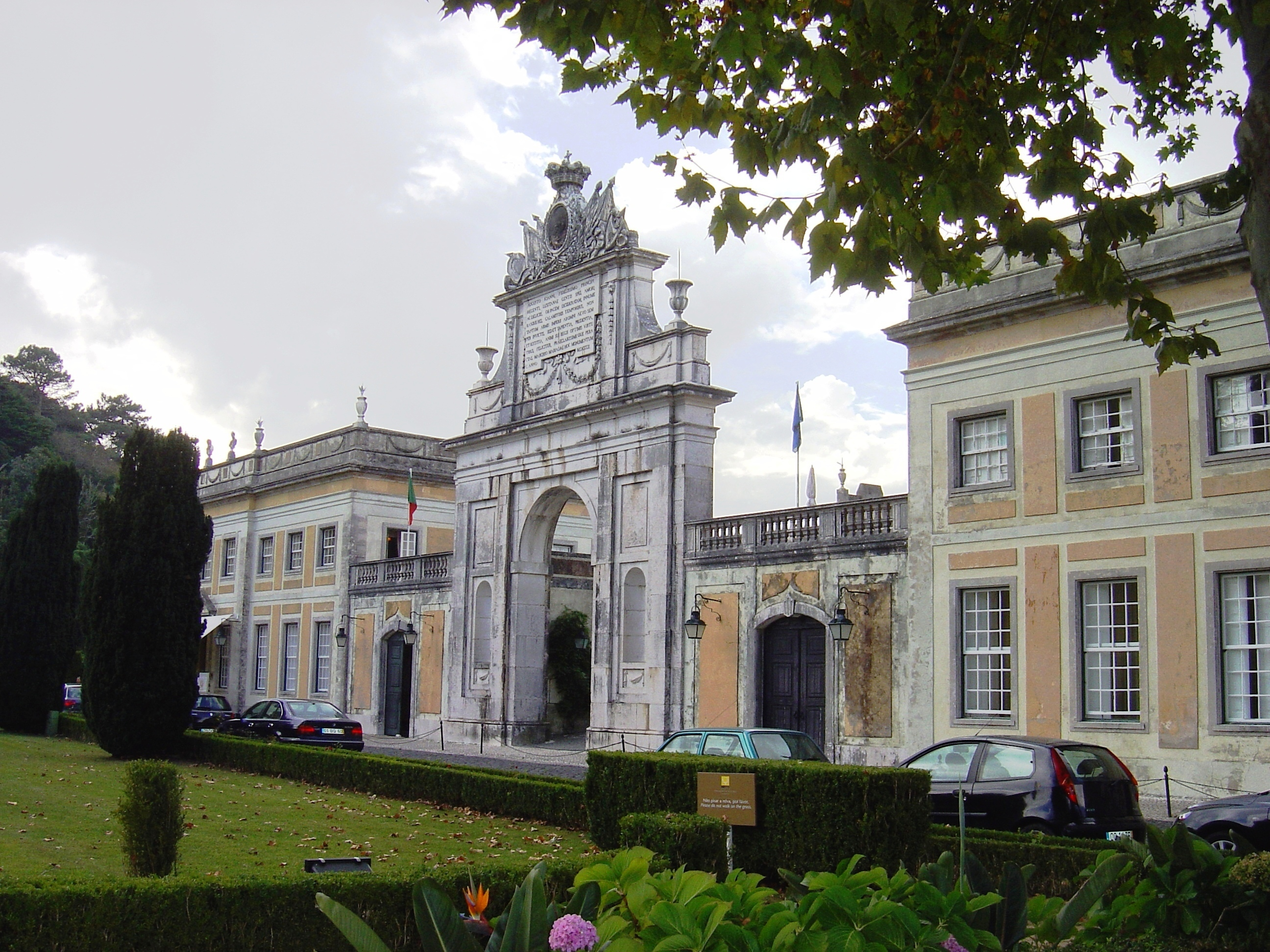
主立面和拱

瑟特阿斯宫是一座新古典主义风格的宫殿，位于葡萄牙辛特拉。目前是豪华酒店，餐厅和旅游景点，作为辛特拉文化景观的一部分，被联合国教科文组织列为世界遗产。

## 历史
瑟特阿斯宫建于1783年到1787年，业主为荷兰领事Daniel Gildemeester，位于庞巴尔侯爵赠与的土地上。领事选择在一块高地的边缘建造房子，从这里可以欣赏到辛特拉山周围的广阔景观。宫殿周围环绕着种植果树的大花园。
领事去世几年后，在1797年，他的遗孀将此宫殿出售给第五任马里亚尔瓦侯爵迪奥戈·何塞·维托·梅内塞斯·诺罗尼亚·科蒂尼奥。宫殿在1801年和1802年之间扩建，可能是由新古典主义建筑师何塞·达·科斯塔·希尔瓦，里斯本圣卡洛剧院的作者。宫殿变成一个对称的U形建筑，领事的房子成为它的一翼。主立面的檐口装饰着典型的新古典主义图案，如花瓶、半身像和花环浮雕。宫殿的花园的改建跟随了浪漫主义潮流。
1802年，一道新古典主义的雄伟拱门连接了新旧两翼，以纪念这一年摄政王若昂六世夫妇的来访。拱门装饰着摄政王夫妇的青铜雕像及拉丁语题词，作者是建筑师弗朗西斯科·莱亚尔·加西亚。
此宫殿一些内室的墙壁装饰着壁画，作者是法国画家 Jean Pillement 和他的追随者。彩绘图案，包括异国情调的植被和神话人物，典型的新古典主义的口味。
自1890年至1910年，此宫殿属于若昂·费尔南多·萨拉萨尔·布拉干萨。多次易手后，此宫殿于1946年被葡萄牙政府收购。自1954年以来，瑟特阿斯宫已被用来作为一个豪华酒店，但保存了原来的特征。